# 小田勝
小田 勝（おだ まさる、1964年 - ）は、日本の国語学者。文学博士（論文博士・2006年）（学位論文「古代語構文の研究」）。國學院大學教授。

## 人物・来歴
東京都生まれ。1992年國學院大學大学院文学研究科博士課程後期単位取得。2006年「古代語構文の研究」で文学博士の学位を取得。聖徳学園岐阜教育大学助教授、岐阜聖徳学園大学教育学部教授をへて、國學院大學文学部教授。

## 著書
- 『古典文法読本』開成出版, 2004.6
- 『古代語構文の研究』おうふう, 2006.12
- 『古代日本語文法』おうふう, 2007.10　のちちくま学芸文庫
- 『日本語史要講』三恵社, 2008.3
- 『国語教師のための国語学入門』三恵社, 2010.4
- 『古典文法詳説』おうふう, 2010.9
- 『実例詳解古典文法総覧』和泉書院, 2015.4
- 『読解のための古典文法教室 大学生・古典愛好家へ贈る』和泉書院, 2018.4

### 共編著
- 『大学生のための敬語入門』久野誠, 大塚容子共著. 三恵社, 2009.9
- 『旺文社全訳古語辞典 第4版』宮腰賢, 石井正己共編. 旺文社, 2011.10